# Elezioni parlamentari in Colombia del 2018
Le elezioni parlamentari in Colombia del 2018 si sono tenute l'11 marzo per il rinnovo del Congresso della Repubblica (Camera dei rappresentanti e Senato della Repubblica).

## Risultati

### Camera dei rappresentanti
| Liste                                                | Voti       | %     | Seggi |
| ---------------------------------------------------- | ---------- | ----- | ----- |
| Partito Liberale Colombiano                          | 2 471 400  | 17,58 | 35    |
| Centro Democratico                                   | 2 382 357  | 16,95 | 32    |
| Cambiamento Radicale                                 | 2 140 464  | 15,23 | 30    |
| Partito Sociale di Unità Nazionale                   | 1 840 253  | 13,09 | 25    |
| Partito Conservatore Colombiano                      | 1 819 634  | 12,94 | 21    |
| Partito Verde                                        | 883 547    | 6,28  | 9     |
| Movimento Indipendente di Rinnovamento Assoluto      | 584 723    | 4,16  | 1     |
| Polo Democratico Alternativo                         | 444 746    | 3,16  | 2     |
| Scelta Cittadina                                     | 310 679    | 2,21  | 2     |
| Lista della Decenza (ASI - UP - MAIS)                | 262 282    | 1,87  | 2     |
| Partito Somos                                        | 160 618    | 1,14  | –     |
| Coalizione Colombia (AV - PDA)                       | 121 338    | 0,86  | –     |
| GSC - Colombia Giusta Libera                         | 114 174    | 0,81  | 1     |
| Alleanza Sociale Indipendente                        | 112 325    | 0,80  | –     |
| Coalizione Alternativa Santanderana (AV - PDA - ASI) | 71 953     | 0,51  | 1     |
| GSC - Colombia Giusta Libera                         | 58 654     | 0,42  | –     |
| Lista della Decenza (UP - ASI)                       | 49 426     | 0,35  | –     |
| Movimento Alternativo Indigeno e Sociale             | 44 034     | 0,31  | 1     |
| Unione Patriottica                                   | 42 910     | 0,31  | –     |
| Forza Cittadina                                      | 35 140     | 0,25  | –     |
| Forza Alternativa Rivoluzionaria del Comune          | 32 636     | 0,23  | –     |
| Partito Verde - Polo Democratico Alternativo         | 21 849     | 0,16  | –     |
| Coalizione per il Nord (AV - PDA - UP)               | 17 935     | 0,13  | –     |
| Todos Somos Colombia                                 | 16 447     | 0,12  | –     |
| Autorità Indigene della Colombia                     | 11 244     | 0,08  | –     |
| Arauca per Tutti (ASI - AV - UP)                     | 5 028      | 0,04  | –     |
| Movimento di Integrazione Regionale                  | 3 033      | 0,02  | –     |
| Circoscrizioni speciali e membri di diritto          | –          | –     | 10    |
| Totale                                               | 14 058 829 | 100   | 172   |

- Con riferimento alle circoscrizioni speciali: i 2 seggi spettanti alla circoscrizione Afro-descendientes sono stati assegnati, uno ciascuno, al Consejo Ancestral De Comunidades Negras Playa Renaciente e al Consejo Comunitario La Mamuncia; il seggio spettante alla circoscrizione Indígena è stato assegnato al Movimento Alternativo Indigeno e Sociale; il seggio spettante alla Comunità Raizal non è stato assegnato, per cui il plenum risulta di 171 seggi.
- Con riferimento ai membri di diritto: 5 seggi sono assegnati a esponenti designati dalle FARC; il seggio spettante al candidato alla carica di vicepresidente non risultato eletto è stato assegnato ad Ángela María Robledo (concorrente alle elezioni presidenziali del 2018 per la Lista della Decenza).